# Fate/EXTRA
Fate/EXTRA (フェイト/エクストラ?, Feito/Ekusutora) è un videogioco di ruolo giapponese per PlayStation Portable, creato da Type-Moon e Imageepoch e pubblicato da Marvelous Entertainment.
Il gioco si svolge in un universo parallelo alla visual novel Fate/stay night. Il gioco è stato pubblicato in Giappone il 22 luglio 2010. La Aksys Games ha localizzato il gioco per l'America Settentrionale, e l'ha pubblicato il 1º novembre 2011. In America sono state pubblicate tre versioni del gioco a diversi prezzi: una edizione limitata, una versione standard, e una scaricabile attraverso il PlayStation Network.
Il 19 gennaio 2012, la Ghostlight ha annunciato di avere progetti per pubblicare il gioco in Europa. Nel 2013 è uscito nel solo territorio giapponese il seguito Fate/Extra CCC, mentre tra gennaio e luglio 2018 è stata trasmessa una trasposizione anime basata sul gioco, Fate/Extra Last Encore. Il 21 luglio 2020 viene annunciato un remake intitolato Fate/EXTRA Record, il quale celebrerà il decimo anniversario del gioco.

## Trama
Il mondo di Fate/EXTRA condivide gli eventi di Fate/stay night fino al 197X, in cui il mondo subisce alla lunga un radicale cambiamento a causa di un incidente che provoca la graduale scomparsa del mana nel mondo. Nel 203X il mana del mondo è completamente scomparso.
Gli eventi si svolgono nella scuola di Tsukumihara, un luogo fittizio con un ambiente artificiale creato dalla Moon Cell la quale replica il sistema delle Guerre del Santo Graal usando il sistema SE.RA.PH. (Serial Phantasm) che si occupa dell'evocazione dei Servant.
I dati dei servant sono conservati e gestiti dal Moon Cell Automaton, un sistema computerizzato spirituale costruito sulla superficie lunare da una civilizzazione pre-umana e scoperto dagli umani nel 2032. Automaton ha osservato e registrato tutti gli eventi sulla Terra da tempo immemore (incluse le gesta degli eroi umani, ciò lo rende simile al Trono degli Eroi). A differenza di Fate/stay night e altri spin-off, tutte le persone coinvolte sono personalità umane che fungono da NPC, o hackers, risultando così essere un sistema "giusto" che non coinvolge innocenti; inoltre, i Servant mettono davanti ai propri bisogni la volontà del Moon Cell.
Sempre a differenza di Fate/stay night e alcuni spin-off, la Guerra qui presentata conta 128 partecipanti che devono affrontare Master rivali nell'Arena con un sistema molto simile ad un torneo ad eliminazione. Il Santo Graal esaudirà il desiderio dell'ultimo rimasto in gioco.

## Modalità di gioco
Il gameplay combina le meccaniche delle visual novel con quelle di un gioco di ruolo.
Dopo una fase introduttiva, al giocatore verrà concessa la possibilità di scegliere il sesso del proprio protagonista e il suo nome ed in seguito il proprio Servant, che potrà essere un Saber, un Archer oppure un Caster, ognuno dotato di diverse caratteristiche che potranno essere sfruttate e migliorate nel corso del gioco. Similmente ad altri titoli, la storia del gioco seguirà un corso degli eventi diverso a seconda delle scelte che si faranno in determinati dialoghi, mentre in altri casi questi non porteranno a nessun cambiamento effettivo.
Il protagonista controllato avrà un periodo di tempo di sei giorni per recarsi nell'Arena, un particolare dungeon dall'aspetto futuristico, dove dovrà farsi strada attraverso numerosi nemici da affrontare, i quali una volta sconfitti permetteranno di guadagnare dei punti esperienza per il proprio Servant, il quale dopo un certo totale salirà di livello, e trovare i Trigger (uno per ogni livello), ovvero degli speciali lasciapassare che concederanno al giocatore l'accesso alla battaglia contro il rispettivo Master rivale. Se raccolti entrambi, si otterrà il diritto di affrontare l'altro Master ed il suo Servant nell'Arena, i quali saranno i boss da sconfiggere nell'ultimo giorno della settimana per proseguire con la storia.
Quando il proprio Servant salirà di livello dopo aver guadagnato esperienza sufficiente, verranno assegnati tre punti extra che si potranno spendere nella Cappella, luogo posto nell'istituto, dove si potranno utilizzare facendo uso di un sistema chiamato Alterazione dell'Anima (Alteration of Soul), che permetterà di migliorare le caratteristiche del Servant scelto, le quali si divideranno in: Forza, Difesa, Agilità, Magia e Fortuna. Al giocatore viene lasciato libero arbitrio di quali parametri migliorare, in quanto ogni tipologia di Servant necessiterà di una diversa preparazione e quindi una compensazione nelle parti in cui è carente. Questo processo inoltre garantirà anche lo sblocco di alcune abilità speciali utili negli scontri e talvolta provvidenziali.
Il Master può aiutare il proprio compagno d'avventure facendo uso degli oggetti o delle magie a sua disposizione, ad esempio per fargli recuperare un po' della sua salute, l'incremento dell'attacco, della difesa o della fortuna, lo stordimento del nemico per una singola mossa e molte altre. Lo stesso personaggio potrà cambiare anche le sue magie, acquistando o trovando i Vestiti Formali (Formal Wear) i quali forniranno caratteristiche diverse a seconda delle veste scelta oltre che un aumento dei punti magia utilizzabili.
Le battaglie si svolgono con un sistema carta, forbici e sasso, dove si potranno impartire tre differenti comandi: Attacco (Attack), Difesa (Defense) e Spezza (Break), ognuno dei quali potrà vincere o perdere contro uno dei due (ad esempio Attacco vince contro il comando Spezza ma perde contro Difesa), tuttavia il giocatore non potrà vedere fin da subito quali saranno gli ordini impartiti dal nemico e sarà costretto ad agire d'astuzia per poter vincere, sfruttando in alcuni casi la conoscenza del tipo di nemesi affrontata in precedenza, mischiando l'esperienza con la fortuna. Man mano che verranno eliminati i nemici della stessa tipologia, si potranno ottenere delle informazioni riguardanti essi, le quali permetteranno di prevedere le mosse altrui, vincendole facilmente. Se uno dei due contendenti riesce a mettere a segno tre colpi consecutivi otterrà una combo che gli garantirà un colpo extra immediato contro il nemico, il quale non potrà difendersi in alcun modo da esso. I Servant possono utilizzare anche delle mosse speciali tramite dei punti magia, alcune di esse sono dei veri e propri attacchi imparabili dal nemico mentre in altri casi sono dei potenziamenti temporanei delle proprie abilità.
Nel caso dei boss, ovvero i Servant controllati dagli altri Master, ottenere le suddette informazioni sarà più difficile e perciò il protagonista dovrà utilizzare alcuni stratagemmi per ottenere più dettagli sul loro conto, come ad esempio recarsi nella Biblioteca per comprendere meglio la storia dell'altro Servant oppure difendendosi da alcuni assalti a sorpresa che si svolgeranno nel corso della storia.
Altro elemento molto importante nel corso degli scontri è l'Arma Nobile (Noble Phantasm), sbloccabile al termine della quinta settimana, che rappresenta l'attacco più potente a disposizione del proprio Servant, che potrà essere impiegato soddisfacendo diverse condizioni, come ad esempio l'attesa di un determinato numero di turni oppure l'impiego di una particolare abilità più volte. Essendo un'arma molto potente, può essere sfruttata una sola volta per battaglia.

## Accoglienza
Nella prima settimana d'uscita in Giappone il gioco vendette 72 170 copie.

## Opere derivate

### Manga
Su questo specifico arco narrativo è stata sviluppata una serie manga spin-off pubblicata sulla rivista Comptiq dal 9 aprile 2011 al 10 novembre 2014 e incentrata sul personaggio di Saber.

#### Volumi
| Nº | Data di prima pubblicazione | Data di prima pubblicazione | Data di prima pubblicazione |
| Nº | Giapponese                  | Giapponese                  |                             |
| -- | --------------------------- | --------------------------- | --------------------------- |
| 1  | 17 settembre 2011           | ISBN 978-4-04-715776-7      |                             |
| 2  | 21 marzo 2012               | ISBN 978-4-04-120175-6      |                             |
| 3  | 6 dicembre 2012             | ISBN 978-4-04-120488-7      |                             |
| 4  | 24 settembre 2013           | ISBN 978-4-04-120828-1      |                             |
| 5  | 26 marzo 2014               | ISBN 978-4-04-121054-3      |                             |
| 6  | 10 dicembre 2014            | ISBN 978-4-04-102017-3      |                             |

### Anime
Un adattamento anime intitolato Fate/Extra Last Encore, basato sulla route di Saber, è stato trasmesso dal 27 gennaio al 29 luglio 2018 per un totale di 13 episodi.